# Ignazio Gaetano Boncompagni-Ludovisi

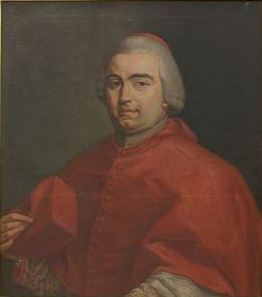
Ignazio Gaetano Kardinal Boncompagni-Ludovisi

Ignazio Gaetano Boncompagni-Ludovisi (* 18. Januar 1743 in Rom; † 9. August 1790 in Bagni di Lucca) war ein Kurienkardinal der römisch-katholischen Kirche.

## Leben
Von Papst Pius VI. am 17. Juli 1775 zum Kardinal in pectore erhoben, veröffentlichte der Papst seinen Namen am 13. November 1775. Noch am 18. Dezember 1775 zum Kardinaldiakon von S. Maria in Portico ernannt, wechselte er am 29. Januar 1787 auf die Titeldiakonie von Santa Maria ad Martyres und schließlich am 30. März 1789 zu Santa Maria in Via Lata.
Im Jahre 1775 als Delegat für die Wasserleitungen von Ferrara, Bologna und der Romagna tätig, übernahm Boncompagni von 1777 bis 1781 das Amt des päpstlichen Legaten in Bologna. Seit 1785 Kardinalstaatssekretär, trat er 1789 in den Ruhestand, da seine Gesundheit angeschlagen war.
Boncompagni hat nie über die Niederen Weihen hinaus das Weihesakrament empfangen.